# Monquis

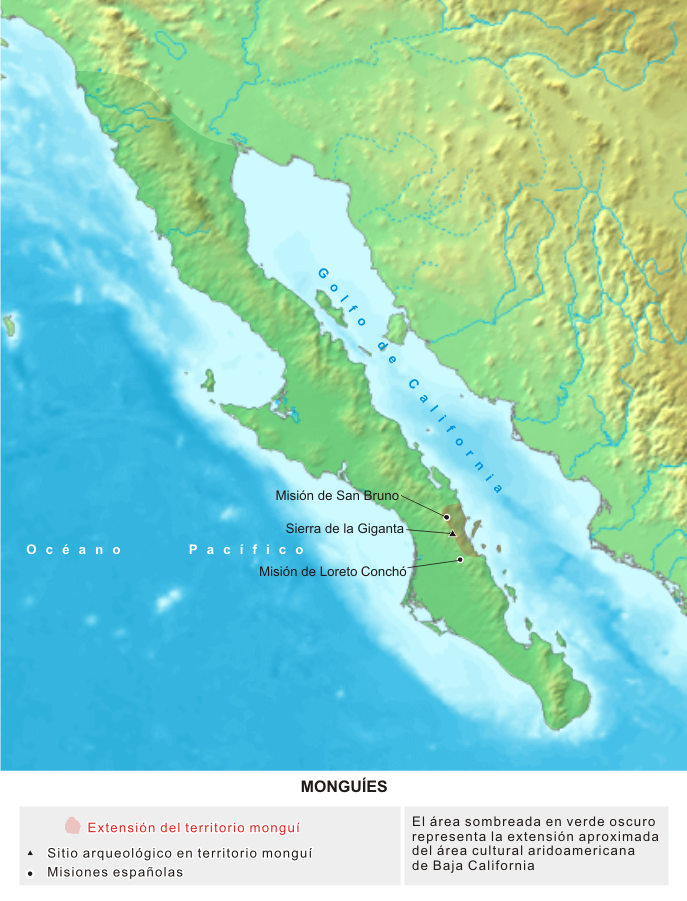
Localització del territori monqui, en la península de Califòrnia.

Els monquis --també coneguts com a monguis-- van ser un poble indígena que va habitar al centre de la península de Califòrnia, Mèxic. De tradició nòmada, el territori del poble monqui se situava en els voltants de l'actual ciutat de Loreto, a l'estat mexicà de Baixa Califòrnia Sud. En aquest punt, els jesuïtes van fundar la segona missió evangelitzadora en la península californiana en el lloc que els indígenes anomenaven Conchó.

## Història
El jesuïta tirolès Eusebio Francisco Kino, en companyia de l'almirall Isidro Atondo y Antillón, havien intentat infructuosament establir una primera missió evangelitzadora que va portar el nom de San Bruno. L'establiment va romandre en servei entre els anys 1683 i 1685 (Bolton 1936). La primera missió permanent en la Vella Califòrnia va ser fundada en 1697 per Juan María de Salvatierra, a l'àrea que els monquis coneixien com Conchó.
Per desgràcia per als historiadors, en contrast amb uns altres dels seus companys jesuïtes, els pares Eusebio Kino i Juan María de Salvatierra van incloure molt poques referències sobre els indígenes en les seves notes i comunicats. Bona part del que se sap en l'actualitat sobre els monquis prové dels relats d'exploradors incidentals que van mantenir contacte amb aquest poble, així com als treballs de l'historiador jesuïta Miguel Venegas (1757, 1979).

## Manifestacions culturals
Els monquis van ser un poble caçador-recol·lector que obtenia la major part dels seus béns de subsistència de les costes del golf de Califòrnia, així com de la Sierra de la Giganta, que forma part del sistema conegut com a Sierra de California i marcava el límit occidental del seu territori. Desconeixien l'agricultura, la terrisseria i la metal·lúrgia. Estaven organitzats en comunitats autònomes que constantment barallaven entre si.
La cultura tradicional dels monquis va desaparèixer probablement abans del segle xviii, sota l'impacte del procés d'aculturació iniciat per les missions catòliques, així com per la declinació demogràfica deguda a la propagació de malalties natives del Vell Món que van arribar amb els colons espanyols.

## Llengua
L'estatus de filiació lingüística de l'idioma monqui és incert. William C. Massey (1949) suposava que el poble parlava una llengua yuma-cotximí o algun dialecte del cotximí pròpiament dit. Les revisions contemporànies de l'escassa evidència disponible apunten al fet que probablement parlaven una llengua independent sense cap relació amb el cotximí, i que podria estar més aviat relacionada amb l'idioma dels seus veïns meridionals, els guaicures (Laylander 1997).